# Jake Zyrus
Jake Zyrus (nom de naixement Charmaine Clarice Relucio Pempengco; Cabuyao, 10 de maig de 1992), conegut com a Charice Pempengco o Charice fins a la seva transició al gènere masculí, és un cantant i actor filipí que es va fer popular a través de YouTube. Fou qualificat per Oprah Winfrey, abans del seu canvi de gènere, com «La noia més talentosa del món». Ha venut més de 15 milions de còpies discogràfiques. A més, ha tingut molt èxit a diversos països, entre ells Corea del Sud, Regne Unit, Estats Units, Itàlia, Canadà, França, Japó, Tailàndia, Filipines, i Singapur. També ha aparegut a la sèrie de televisió Glee on va interpretar a un personatge habitual anomenat Sunshine Corazón.

## Biografia
Va néixer a la província de Laguna (Filipines). La seva mare va fugir de la llar conjugal portant-se amb ella a Jake, que tenia 3 anys, i al seu germà Carl, ja que sofrien maltractaments per part del pare dels nens. El 2 de novembre de 2011, anuncià en el seu twitter personal que el disculpessin per la cancel·lació d'alguns dels seus concerts, ja que havia d'anar a casa seva a les Filipines, perquè havien assassinat el seu pare en una tenda al sud de Manila a punyalades.
A través d'un article publicat per Bum Tenorio Jr., el seu padrí, en el Philstar, l'actor i cantant es va declarar lesbiana el dia del seu vintè aniversari. Després de la seva declaració, Pempengco va rebre el suport d'una de les seves mentores artístiques: la presentadora Oprah Winfrey. El 2014 canvia d'aparença cap a una decididament masculina; convidat al programa de Oprah Winfrey per parlar del seu canvi de sexe va declarar que «la meva ànima és masculina», encara que tenia dubtes sobre si sotmetre's a una operació de canvi de sexe: «No sé exactament si em convertiré en un home, però el meu cor sent com el d'un home. No sé si arribaré a un estat en el qual canviï del tot el meu cos, però sí canviaria la meva aparença, tallar-me el cabell, posar-me roba d'home». El juny de 2017 va adoptar el nom Jake Zyrus eliminant completament l'ús de Charice Pempengco com seu, i va declarar que s'havia extirpat els pits i havia començat el tractament amb testosterona.

## Trajectòria

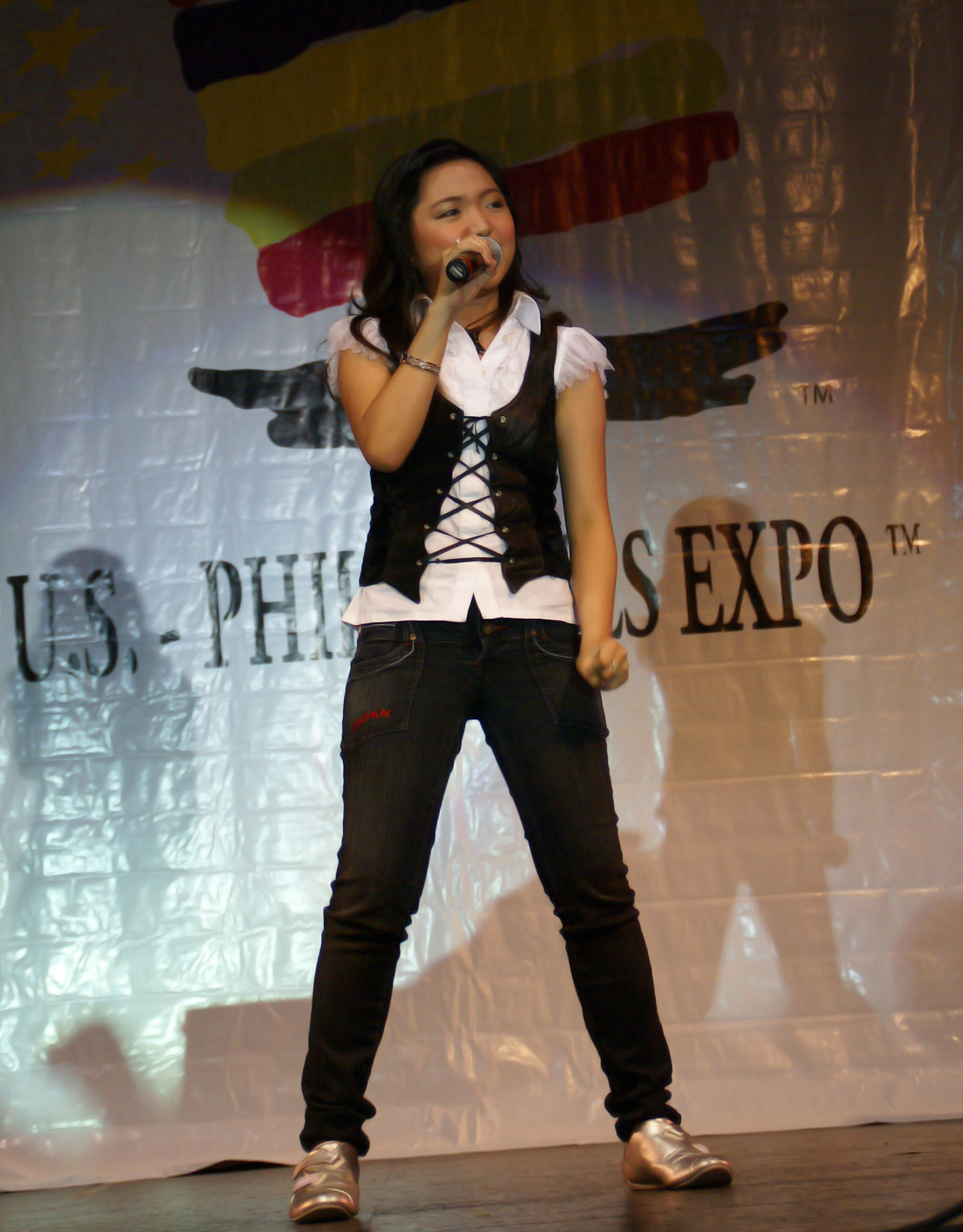
«Audition» va ser el primer episodi de Glee en el qual va aparèixer com a l'estudiant d'intercanvi Sunshine Corazón. Hi va interpretar dues cançons: «Telephone», al costat de Lea Michele, i «Listen», ambdues llançades com a senzill

Va començar a cantar quan tenia només quatre anys. Als set va començar a participar en concursos de cant per a afeccionats, des de festes a la seva província natal de la Laguna fins a competicions de televisió al seu país, fins a gairebé en un centenar de concursos de cant, segons les seves declaracions. El 2005, Jake va concursar a Little Big Star, un programa de talents filipí similar a American Idol. Va ser eliminat després de la seva primera aparició, però posteriorment se'l va cridar per tornar altre cop. Jake va treballar per ser un dels finalistes i finalment va obtenir el tercer lloc.
El 2007 va viatjar a Corea del Sud, i va concursar en un programa anomenat Star King, on un dels jutges era el grup Super Junior, Jake va fer un duet amb el membre més jove de l'agrupació, Kyuhyun, cantant "A Whole New World". Ha fet aparicions menors en programes de televisió locals i comercials, i va fer una aparició especial a Alvin and the chipmunks, però la seva fama va començar després del seu pas per Little Big Star. No va ser fins al 2007 que va guanyar reconeixement mundial després de publicar una sèrie de vídeos a YouTube sota el nom d'usuari FalseVoice. Aquests vídeos han rebut milions de visites fent de Jake un fenomen d'internet. La seva popularitat va créixer encara més gràcies al videojoc Final Fantasy XIII-2 (2012), on interpreta el tema principal, «New World».

## Discografia
Àlbums d'estudi
- My Inspiration (2009)
- Charice (2010)
- Infinity (2011)
- Chapter 10 (2013)
- Catharsis (2016)

## Filmografia
| Cinema       | Cinema                                  | Cinema           | Cinema           | Cinema                                                                                          |
| Any          | Pel·lícula                              | Paper            | Productora       | Notes                                                                                           |
| ------------ | --------------------------------------- | ---------------- | ---------------- | ----------------------------------------------------------------------------------------------- |
| 2009         | Alvin and the Chipmunks: The Squeakquel | Ell mateix       | 20th Century Fox |                                                                                                 |
| 2010         | Celine: Through the Eyes of the World   | Ell mateix       | The Hot Ticket   | Documental                                                                                      |
| 2012         | Here Comes the Boom                     | Malia De La Cruz | Sony Pictures    |                                                                                                 |
| Televisió    |                                         |                  |                  |                                                                                                 |
| Any          | Títol                                   | Paper            | Cadena           | Notes                                                                                           |
| 2005         | Little Big Star                         | Ell mateix       | ABS-CBN          |                                                                                                 |
| 2005–present | ASAP                                    | Ell mateix       | ABS-CBN          |                                                                                                 |
| 2008         | Maalaala Mo Kaya                        | Ell mateix       | ABS-CBN          | Episodi: "Ice Cream"                                                                            |
| 2010         | May Bukas Pa                            |                  | ABS-CBN          | Episodi: "Final Chapter: Amen"                                                                  |
| 2010–2011    | Glee                                    | Sunshine Corazon | Fox              | Glee - Episodi 2.01: "Audition" - Episodi 2.17: "A Night of Neglect" - Episodi 2.22: "New York" |
| 2011         | Charice: Home for Valentine's           | Ell mateix       | GMA Network      | Especial de Sant Valentí                                                                        |
| 2011         | TV5 Presents: Christmas with Charice    | Ell mateix       | TV5              | Especial de Nadal                                                                               |
| 2012         | Charice: One for the Heart              | Ell mateix       | GMA Network      | Especial de Sant Valentí                                                                        |
| 2012         | Kapamilya, Deal or No Deal              | Ell mateix       | ABS-CBN          |                                                                                                 |
| 2012         | The X Factor Philippines                | Jutge            | ABS-CBN          | Jutge i mentor                                                                                  |
| 2013         | Celebrity Bluff                         |                  | GMA Network      |                                                                                                 |
| 2013         | Magpakailanman                          | Ell mateix       | GMA Network      | Episodi: "The Charice Pempengco Story"                                                          |
| 2013         | The Voice of the Philippines            |                  | ABS-CBN          |                                                                                                 |
| 2013         | Kris TV                                 | Ell mateix       | ABS-CBN          |                                                                                                 |
| 2013         | The Mega and the Songwriter             |                  | TV5              |                                                                                                 |
| 2014         | Oprah: Where Are They Now?              | Ell mateix       | OWN              |                                                                                                 |
| 2015         | Asia's Got Talent                       |                  | AXN Asia         |                                                                                                 |
| 2015         | Sunday PinaSaya                         | Ell mateix       | GMA Network      |                                                                                                 |
| 2016         | Yan Ang Morning!                        | Ell mateix       | GMA Network      |                                                                                                 |
| 2017         | Tonight with Boy Abunda                 | Ell mateix       | ABS-CBN          |                                                                                                 |
| 2017         | Maalaala Mo Kaya                        | Ell mateix       | ABS-CBN          | Episodi autobiogràfic.                                                                          |